# Regionalliga Nordost 2015-16
La temporada 2015-16 de la Regionalliga Nordost corresponde a la 16.ª edición de la Cuarta División de Alemania. La fase regular comenzó a disputarse el 1 de agosto de 2015 y terminó el 24 de mayo de 2016.

## Sistema de competición
Participan en la Regionalliga Nordost 18 clubes que, siguiendo un calendario establecido por sorteo, se enfrentan entre sí en dos partidos, uno en terreno propio y otro en campo contrario. El ganador de cada partido tiene tres puntos, el empate otorga un punto y la derrota, cero puntos.
El torneo se disputa entre los meses de julio de 2015 y mayo de 2016. Al término de la temporada, el primero clasificado jugará un partido de Play-Off contra otro campeón de otra Regionalliga mediante sorteo y el ganador asciende a la 3. Liga de la próxima temporada, los dos últimos descenderán a la Oberliga.

## Clubes Participantes
| Club                       | Ciudad      | Estadio                     | Aforo  |
| -------------------------- | ----------- | --------------------------- | ------ |
| FSV Optik Rathenow         | Rathenow    | Stadion Vogelgesang         | 5.000  |
| FC Schönberg 95            | Schönberg   | Jahnstadion                 | 6.000  |
| Berliner AK 07             | Berlín      | Poststadion                 | 12.000 |
| BFC Viktoria 1889          | Berlín      | Stadion Lichterfelde        | 4.300  |
| Dynamo de Berlín           | Berlín      | Sportforum Hohenschönhausen | 12.400 |
| FC Carl Zeiss Jena         | Jena        | Ernst-Abbe-Sportfeld        | 12.990 |
| FSV Budissa Bautzen        | Bautzen     | Stadion Müllerwiese         | 5.000  |
| FSV Wacker 90 Nordhausen   | Nordhausen  | Albert-Kuntz-Sportpark      | 8.088  |
| FSV Zwickau                | Zwickau     | Sportforum Sojus 31         | 3.615  |
| Hertha BSC II              | Berlín      | Amateurstadion              | 5.400  |
| SV Babelsberg 03           | Potsdam     | Karl-Liebknecht-Stadion     | 9.254  |
| TSG Neustrelitz            | Neustrelitz | Parkstadion                 | 7.000  |
| VfB Auerbach               | Auerbach    | VfB-Stadion                 | 5.000  |
| VfB Germania Halberstadt   | Halberstadt | Friedensstadion             | 5.000  |
| RB Leipzig II              | Leipzig     | Red Bull Arena              | 44.199 |
| ZFC Meuselwitz             | Meuselwitz  | bluechip-Arena              | 9.018  |
| FC Oberlausitz Neugersdorf | Neugersdorf | ENSO-Oberlausitz-Arena      | 3.000  |
| FSV 63 Luckenwalde         | Luckenwalde | Werner-Seelenbinder-Stadion | 3.000  |

## Clasificación
- Actualizado el 7 de diciembre de 2015

|  |     | Equipo                  | PJ | PG | PE | PP | GF | GC | DG  | PTS |
|  | --- | ----------------------- | -- | -- | -- | -- | -- | -- | --- | --- |
|  | 1.  | Wacker Nordhausen       | 17 | 12 | 4  | 1  | 37 | 13 | +24 | 40  |
|  | 2.  | Zwickau                 | 17 | 11 | 4  | 2  | 32 | 11 | +21 | 37  |
|  | 3.  | Carl Zeiss Jena         | 17 | 10 | 5  | 2  | 22 | 6  | +16 | 35  |
|  | 4.  | Dynamo de Berlín        | 17 | 11 | 1  | 5  | 38 | 26 | +12 | 34  |
|  | 5.  | Berliner AK 07          | 17 | 9  | 6  | 2  | 24 | 10 | +14 | 33  |
|  | 6.  | Oberlausitz Neugersdorf | 17 | 9  | 4  | 4  | 28 | 18 | +10 | 31  |
|  | 7.  | Babelsberg              | 17 | 7  | 9  | 1  | 22 | 8  | +14 | 30  |
|  | 8.  | Auerbach                | 18 | 8  | 4  | 6  | 29 | 25 | +4  | 28  |
|  | 9.  | Neustrelitz             | 18 | 8  | 3  | 7  | 28 | 22 | +6  | 27  |
|  | 10. | Budissa Bautzen         | 17 | 5  | 7  | 5  | 27 | 20 | +7  | 22  |
|  | 11. | Hertha Berlín II        | 17 | 6  | 4  | 7  | 26 | 31 | -5  | 22  |
|  | 12. | Meuselwitz              | 17 | 5  | 4  | 8  | 20 | 29 | -9  | 19  |
|  | 13. | RB Leipzig II           | 17 | 5  | 3  | 9  | 21 | 27 | -6  | 18  |
|  | 14. | Schönberg               | 17 | 3  | 6  | 8  | 19 | 25 | -6  | 15  |
|  | 15. | Viktoria Berlín         | 17 | 2  | 5  | 10 | 16 | 32 | -16 | 11  |
|  | 16. | Luckenwalde             | 17 | 3  | 1  | 13 | 11 | 41 | -30 | 10  |
|  | 17. | Optik Rathenow          | 17 | 1  | 4  | 12 | 12 | 38 | -26 | 7   |
|  | 18. | Germania Halberstadt    | 17 | 1  | 2  | 14 | 15 | 45 | -30 | 5   |

| Leyenda |                                                           |
|         | Clasifica para el Play-Off de ascenso por 3. Liga 2016-17 |
|         | Posible descenso a Oberliga 2016-17                       |
|         | Desciende a Oberliga 2016-17                              |

## Cuadro de resultados
| 2015-16                 | OKR | SHB | BAK | VKB | BFC | CZJ | BDB | WKN | ZWK | HBS | BBB | NEU | AUB | GMH | RBL | MSW | OZN | LUW |
| ----------------------- | --- | --- | --- | --- | --- | --- | --- | --- | --- | --- | --- | --- | --- | --- | --- | --- | --- | --- |
| Optik Rathenow          | -   |     | 0:0 |     | 1:5 | 1:2 |     |     | 0:1 |     |     | 0:2 |     |     |     | 1:1 | 2:2 | 0:1 |
| Schönberg               | 0:0 | -   |     |     | 2:3 |     |     | 0:2 |     | 1:1 | 1:5 |     |     | 1:0 | 2:3 | 3:0 |     |     |
| Berliner AK 07          |     | 1:0 | -   | 3:1 |     |     | 1:1 |     |     |     | 3:0 | 0:0 | 3:0 | 1:0 | 1:0 |     |     | 2:0 |
| Viktoria Berlín         | 3:1 | 1:1 |     | -   |     |     |     | 0:2 |     | 5:1 | 0:0 |     |     | 0:0 | 1:1 | 2:3 |     |     |
| Dynamo de Berlín        |     |     | 1:3 | 3:0 | -   | 1:2 | 1:0 |     | 0:3 |     |     | 3:1 |     |     |     |     | 2:1 | 4:1 |
| Carl Zeiss Jena         |     | 0:0 | 3:1 | 2:0 |     | -   | 0:0 |     | 0:1 |     |     | 2:0 |     |     |     |     | 2:0 | 4:0 |
| Budissa Bautzen         | 2:0 | 1:1 |     | 3:1 |     |     | -   | 2:3 |     | 2:3 | 0:0 |     | 1:1 | 3:0 | 1:1 |     |     |     |
| Wacker Nordhausen       | 6:1 |     | 1:1 |     | 1:0 | 0:0 |     | -   | 4:1 |     |     | 2:0 | 2:0 |     |     | 2:2 | 2:1 |     |
| Zwickau                 |     | 2:0 | 1:1 | 5:0 |     |     | 3:0 |     | -   |     |     | 3:2 | 1:1 | 4:1 |     |     | 3:1 | 3:0 |
| Hertha Berlín II        | 4:1 |     | 0:2 |     | 3:4 | 0:0 |     | 3:1 | 0:0 | -   |     |     | 1:2 |     |     | 0:0 | 0:4 |     |
| Babelsberg              | 2:0 |     |     |     | 0:0 | 0:0 |     | 0:0 | 0:0 | 3:2 | -   |     | 1:0 |     | 2:0 | 3:0 |     |     |
| Neustrelitz             |     | 3:2 |     | 0:0 |     |     | 2:1 |     |     | 2:0 | 0:0 | -   | 3:0 | 4:2 | 4:1 |     |     | 3:0 |
| Auerbach                | 3:1 | 1:1 |     | 2:1 | 4:1 | 0:3 |     |     |     |     |     | 2:0 | -   | 4:1 | 3:2 |     |     | 4:0 |
| Germania Halberstadt    | 4:2 |     |     |     | 2:6 | 0:1 |     | 1:2 |     | 2:4 | 0:4 |     |     | -   | 0:2 | 0:2 |     |     |
| RB Leipzig II           | 0:1 |     |     |     | 1:2 | 0:1 |     | 0:3 | 1:0 | 2:3 |     |     | 2:2 |     | -   | 4:1 | 0:2 |     |
| Meuselwitz              |     |     | 1:1 |     | 1:2 | 2:0 | 0:4 |     | 0:1 |     |     | 2:1 |     |     |     | -   | 0:2 | 3:0 |
| Oberlausitz Neugersdorf |     | 2:1 | 1:0 | 3:0 |     |     | 2:2 |     |     |     | 1:1 | 2:1 | 1:0 | 2:2 |     |     | -   | 1:0 |
| Luckenwalde             |     | 0:3 |     | 2:1 |     |     | 1:4 | 1:4 |     | 0:1 | 1:1 |     |     | 3:0 | 1:3 |     |     | -   |

### Campeón
| Bandera de ?                                                |
| TBD ????? Título Clasifica a la eliminatoria por la 3. Liga |

## Eliminatoria de ascenso
| mayo de 2016, --:-- |  | vs. |  | TBD, TBD        |  |
|                     |  |     |  | Árbitro(s): TBD |  |

| mayo de 2016, --:-- |  | vs. |  | TBD, TBD        |  |
|                     |  |     |  | Árbitro(s): TBD |  |

## Goleadores
- Actualizado el 19 de junio de 2015

| Pos. | Jugador | Equipo | Goles | Partidos | Media | Penalti |
| ---- | ------- | ------ | ----- | -------- | ----- | ------- |
| 1°   | TBD     |        |       |          |       |         |
| 2°   | TBD     |        |       |          |       |         |
| 3°   | TBD     |        |       |          |       |         |
| 4°   | TBD     |        |       |          |       |         |
| 5°   | TBD     |        |       |          |       |         |
| 6°   | TBD     |        |       |          |       |         |
| 7°   | TBD     |        |       |          |       |         |
| 8°   | TBD     |        |       |          |       |         |
| 9°   | TBD     |        |       |          |       |         |
| 10°  | TBD     |        |       |          |       |         |